# Gomagoi

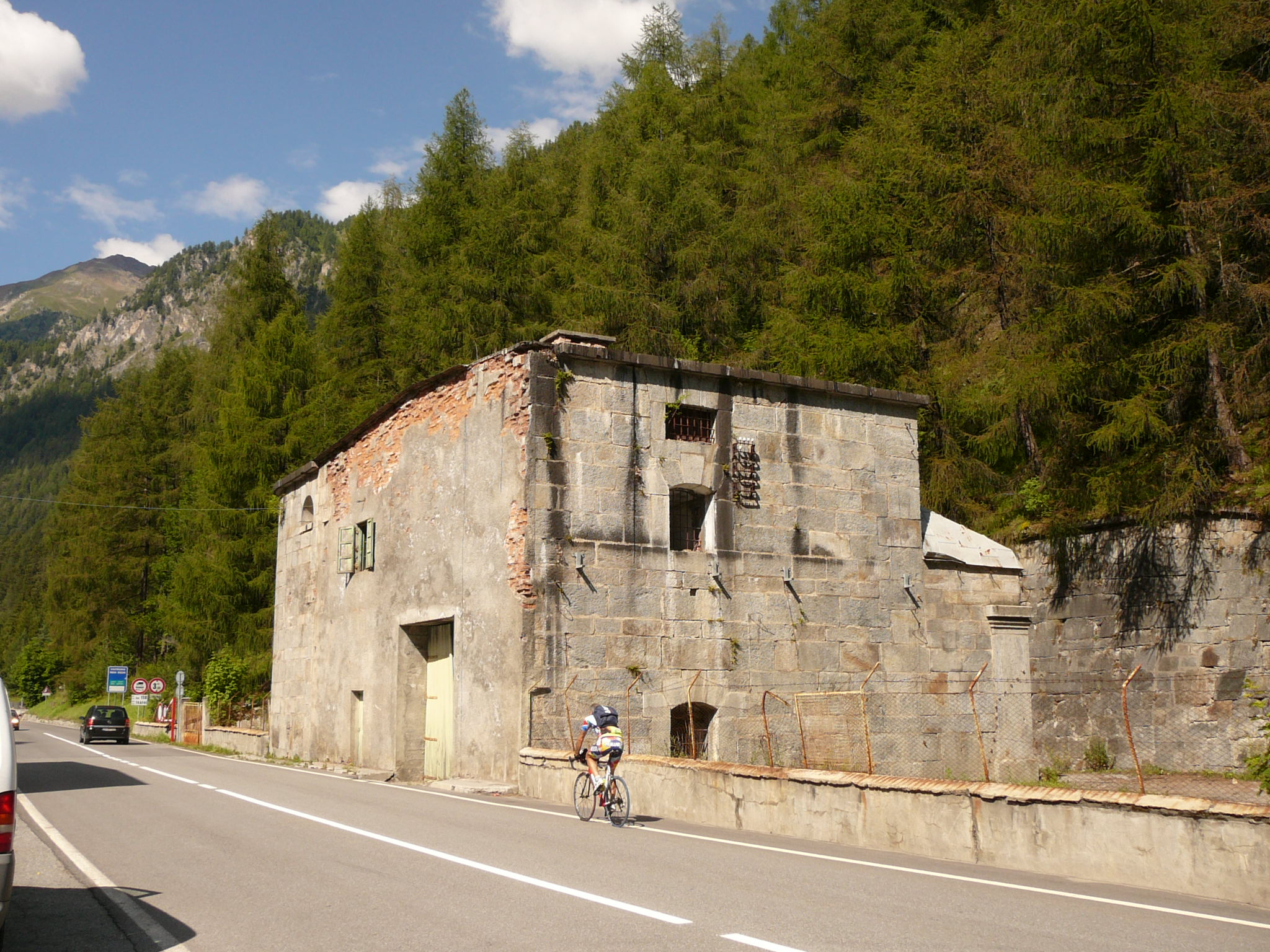
Die Straßensperre Gomagoi

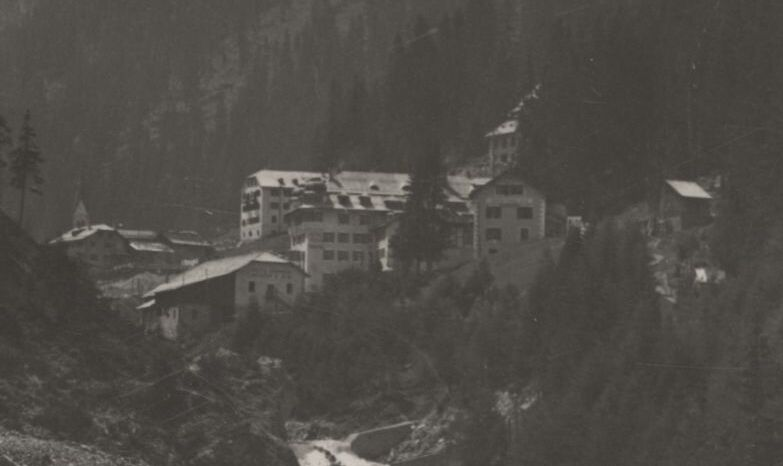

Gomagoi ist eine Ortschaft mit rund 100 Einwohnern in Südtirol und eine Fraktion der Gemeinde Stilfs. Das den Charakter eines kleinen Straßendorfs aufweisende Gomagoi liegt auf 1250 m Höhe an der Einmündung des Trafoitals ins Suldental, in Hanglage westlich oberhalb des Zusammenfließens von Trafoier Bach und Suldenbach. Bekannt ist die Ortschaft insbesondere als kleiner Straßenknotenpunkt: Hier zweigen von der Richtung Trafoi und weiter zum Stilfser Joch ansteigenden SS 38 die Landesstraße 6 zum Gemeindehauptort Stilfs und die SS 622 ins innere Suldental nach Sulden ab.
Ein markantes Bauwerk in der Ortschaft ist die Straßensperre Gomagoi, in den Jahren 1860–62 als Teil des österreichischen Abwehrriegels erbaut. Weiters bestehen zwei denkmalgeschützte Gebäude: das 1922 nach Plänen des Meraner Architekten Hans Hoffmann im Heimatstil erbaute Hotel Post und die 1933 nach Plänen Adalbert Wieteks errichtete Kirche St. Theresia.